# Bartholomeus van der Helst
Bartholomeus van der Helst (ur. 1613 w Haarlem, zm. 16 grudnia 1670 w Amsterdamie) – holenderski malarz.
Uczył się u Nicolaesa Eliaszoona Pickenoy`a i prawdopodobnie u samego Fransa Halsa. Przez większą część życia mieszkał w Amsterdamie. Zaliczany obok Rembrandta i Halsa do najwybitniejszych portrecistów epoki. Szczególnie ceniony za wielkie przedstawienia grupowe, ukazujące wiernie wizerunki kilkunastu lub kilkudziesięciu przedstawicieli różnych organizacji np. Strzelcy amsterdamscy, Starszyzna halabardzistów, Bankiet gwardii narodowej w Amsterdamie. Odznaczały się one precyzją rysunku oraz perfekcyjnym ustawieniem postaci.
Ponadto tworzył portrety familijne mieszczaństwa, w tym tzw. małżeńskie, oraz portrety pojedynczych osób, niekiedy ukazujące postacie naturalnej wielkości. Podejmował też tematykę biblijną i historyczną.

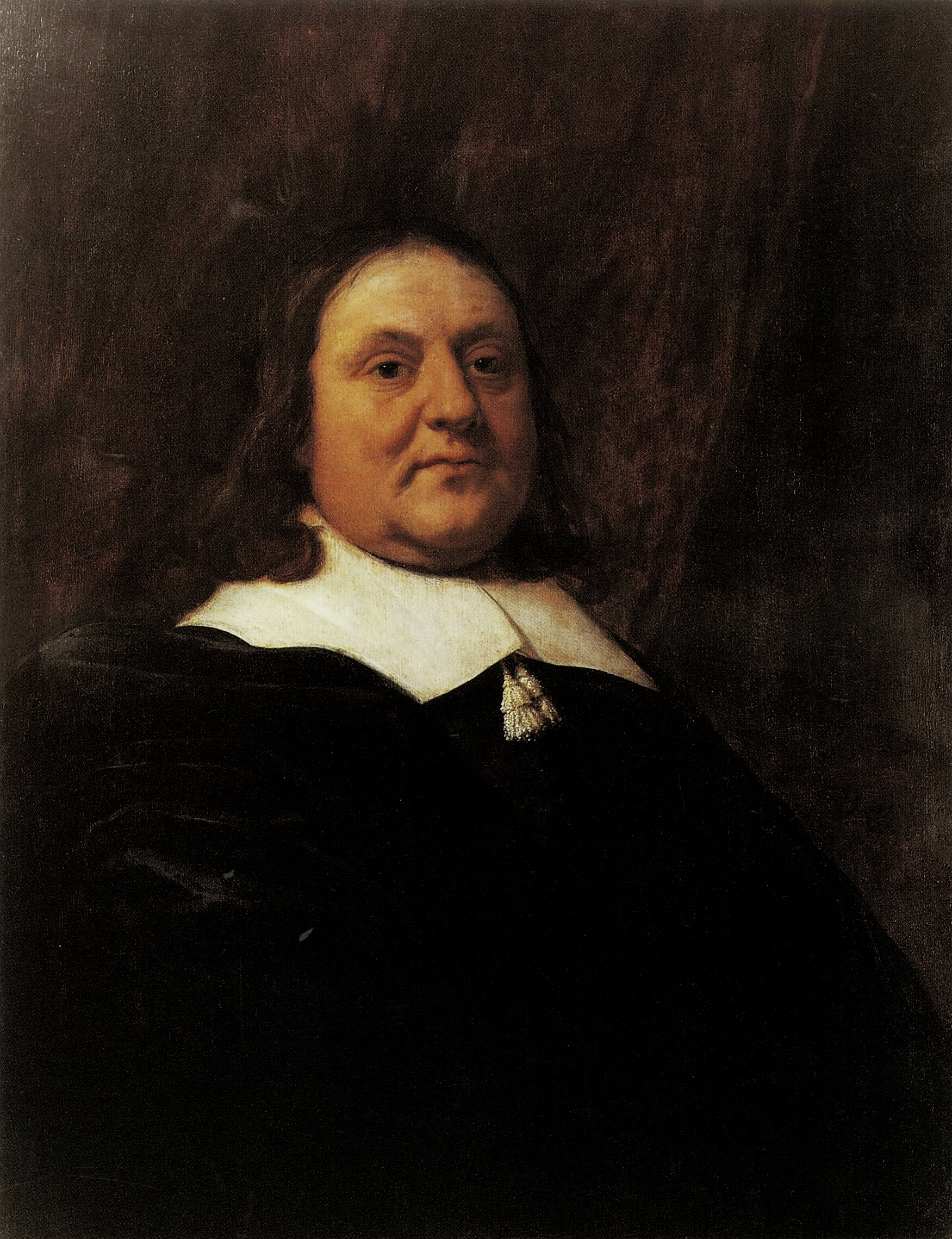
Portret mężczyzny (1660), Zamek Królewski na Wawelu Kraków